# L-glutammato ossidasi
La L-glutammato ossidasi è un enzima appartenente alla classe delle ossidoreduttasi, che catalizza la seguente reazione:
L-glutammato + O2 + H2O ⇄ 2-ossoglutarato + NH3 + H2O2
L'enzima è una flavoproteina (FAD). L'enzima proveniente da Azotobacter precedentemente classificato sotto questo numero, che non produceva H2O2, era un estratto grezzo cell-free che probabilmente conteneva catalasi.